# Firebrand Games
Firebrand Games est une entreprise de développement de jeux vidéo fondée par Mark Greenshields en 2006, dont le siège est situé à Glasgow, en Écosse. Firebrand Games, qui possède également des studios en Floride et en Louisiane, est spécialisé dans la création de jeux vidéo de course et notamment connu pour ses portages de la franchise TrackMania sur les plates-formes Nintendo,,,,.

## Liste de jeux
- Cartoon Network Racing (2006, Nintendo DS)
- Race Driver: Create and Race (2007, Nintendo DS)
- Ferrari Challenge: Trofeo Pirelli (2008, Nintendo DS)
- Race Driver: GRID (2008, Nintendo DS)
- TrackMania DS (2008, Nintendo DS)
- Need for Speed: Undercover (2008, Nintendo DS)
- Colin McRae: Dirt 2 (2009, Nintendo DS)
- Planet 51 (2009, Nintendo DS)
- Need for Speed: Nitro (2009, Nintendo DS)
- Hot Wheels Track Attack (2010, Wii, Nintendo DS)
- TrackMania (2010, Wii)
- TrackMania Turbo (2010, Nintendo DS)
- Cars 2 (2011, Nintendo DS, Nintendo 3DS)
- NASCAR Unleashed (2011, PlayStation 3, Xbox 360, Wii, Nintendo 3DS)
- Need for Speed: The Run (2011, Wii, Nintendo 3DS)
- Fast and Furious: Showdown (2013, Xbox 360, PlayStation 3, Microsoft Windows, Nintendo 3DS,, Wii U)
- Hot Wheels World's Best Driver (2013, Xbox 360, PlayStation 3, Microsoft Windows, Nintendo 3DS, Wii U)
- Solar Flux HD (2013, iPad, Android)
- Solar Flux (2013, PC, Mac, Linux (via Steam))
- Solar Flux Pocket (2013, iPhone, Android)
- FIA WRC: The Game (2015, Nintendo 3DS)